# Ministère des Affaires extérieures
Le ministère des Affaires extérieures (hindi : विदेश मंत्रालय, anglais : Ministry of External Affairs, MEA) est chargé des relations entre l'Inde et les autres pays. Le ministère a son siège dans le Bloc Sud (South Block) à New Delhi.
Depuis 2019, le ministre est Subrahmanyam Jaishankar.

## Organisation
- À la tête du ministère[2] se trouve le Ministre des Affaires Extérieures, chargé de la supervision et de la coordination de la politique générale étrangère. Sous ces ordres se trouvent:
  - Le Secrétaire d'État Général, chargé entre autres, de la protection sociale, l'archivage et la gestion des dossiers, et ayant sous ses ordres:
    - Le Secrétaire Ouest,
    - Le Secrétaires des relations économiques,
    - Le Secrétaire des affaires consulaires, passeports, visas et affaires des Indiens d’outre-mer,
    - Le Secrétaire aux Affaires extérieures, accompagné par:
      - Le Secrétaire suppléant et conseiller financier, lui-même accompagné par:  
        - Le Directeur des finances,
        - Le Chef comptable.

    - Le Secrétaire Est, et ses deux Secrétaires suppléants:
      - Le Secrétaire suppléant, chargé, pour l'un, de la lutte contre le terrorisme, et,
      - Le Secrétaire suppléant, chargé, lui, de la gestion des archives et des dossiers.

  - Le Secrétaire d'État s'occupe de la lutte contre le terrorisme.

Il existe cinq services affiliés aux différents secrétaires du second niveau, ils permettent une répartitions des territoires et des tâches à effectuer.